# Център (квартал в Гюнгьорен)
„Център“ (на турски: Merkez) е квартал на Истанбул, разположен в околия Гюнгьорен. Общата му площ е 0,79 км2. Според данни на Адресната система за регистриране на населението (ABPRS) към 2023 г. населението на „Център“ е 42 649 жители.